# Îles Habibas
Les îles Habibas (en arabe: جزر حبيبة), forment un ensemble insulaire situé en Algérie, à l'ouest d'Oran, face à la plage de Madagh. Elles font partie de la wilaya d'Oran en Algérie. 
Les îles sont classées comme réserve naturelle maritime par le ministère chargé de l'environnement  depuis 2003  et inscrite comme aire spécialement protégée d'importance méditerranéenne (ASPIM) depuis 2005.

## Histoire
Le commandant Cousteau accosta avec son célèbre navire La Calypso aux îles Habibas en 1977. Il déclara que « celles-ci sont l'un des 100 derniers cailloux perdus de la Méditerranée ».
En 2008, les îles Habibas ont fait l'objet d'une visite d'un groupe de scientifiques de la fondation Nicolas Hulot à bord du voilier Fleur de Lampaul . Leur mission consistait à mettre en œuvre le projet intitulé «La préservation et la promotion de la réserve des îles Habibas», entrant dans le cadre de la mission scientifique «Petites îles de Méditerranée 2008», confié au Commissariat algérien du littoral et son homologue français. Le projet est cofinancé par l'État algérien et le Fonds français pour l'environnement mondial qui a accordé une contribution de 3 millions d'euros. Un jumelage entre les îles d'Oran et celles de Marseille avait alors vu le jour.

## Description
Situées à 9,8 kilomètres au large des côtes algériennes, les deux plus grandes îles sont entourées d'un grand nombre de petits rochers. La plus importante porte le nom de Touria. Cette dernière est longue de 1 200 mètres et large de 160 à 600 mètres. Son sommet, situé au sud-sud-ouest de l'île est à 103 mètres au-dessus du niveau de la mer, est couronné d'un phare. Une petite anse sur la côte constitue un bon mouillage pour les petites embarcations. La deuxième île, plus petite, se situe au nord-est de la précédente. À l'ouest de l'île se trouve la crique de la Morte, en effet la dépouille d'une femme espagnole fut découverte à cet endroit.

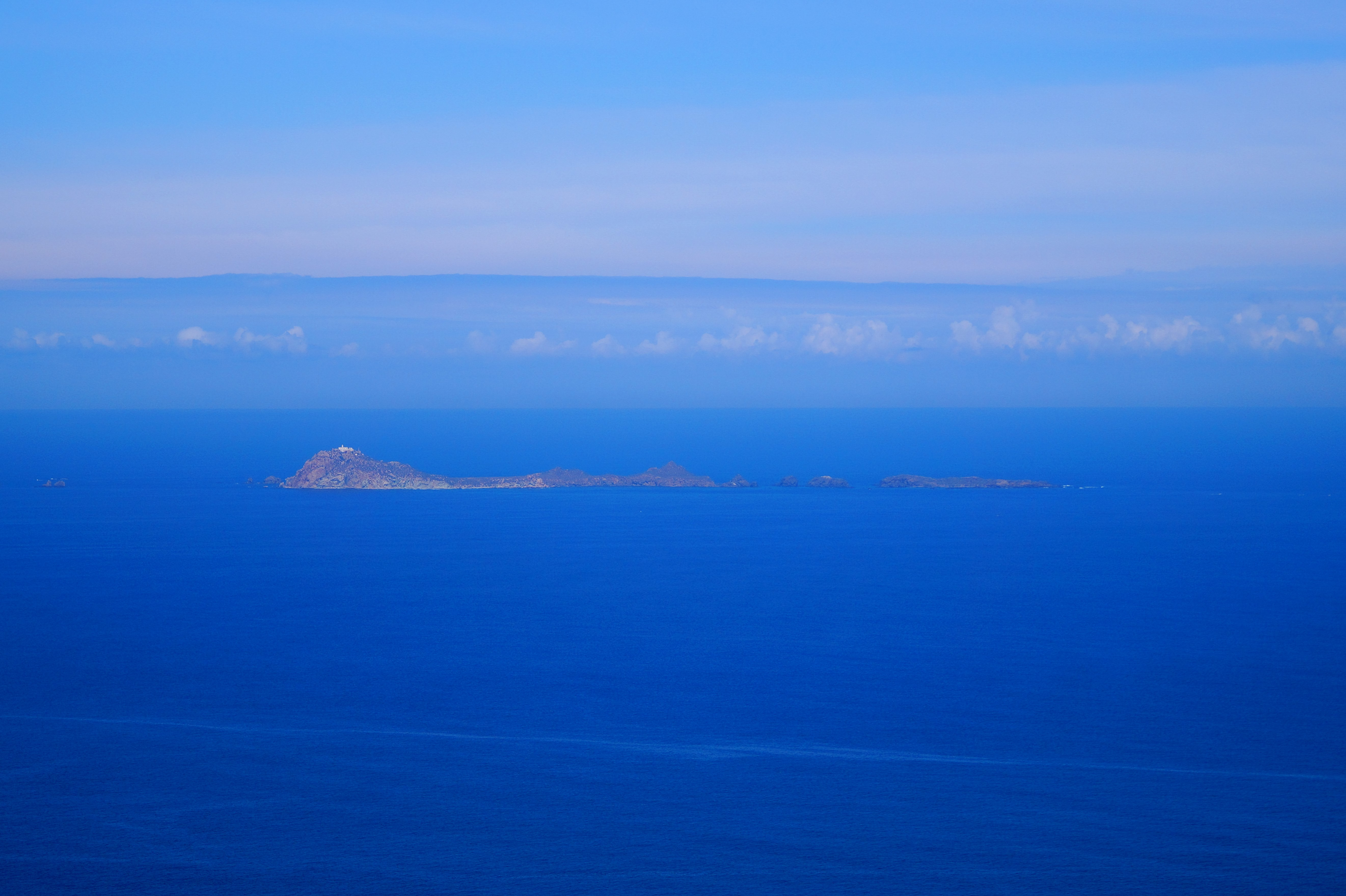
Vue aérienne des îles Habibas.
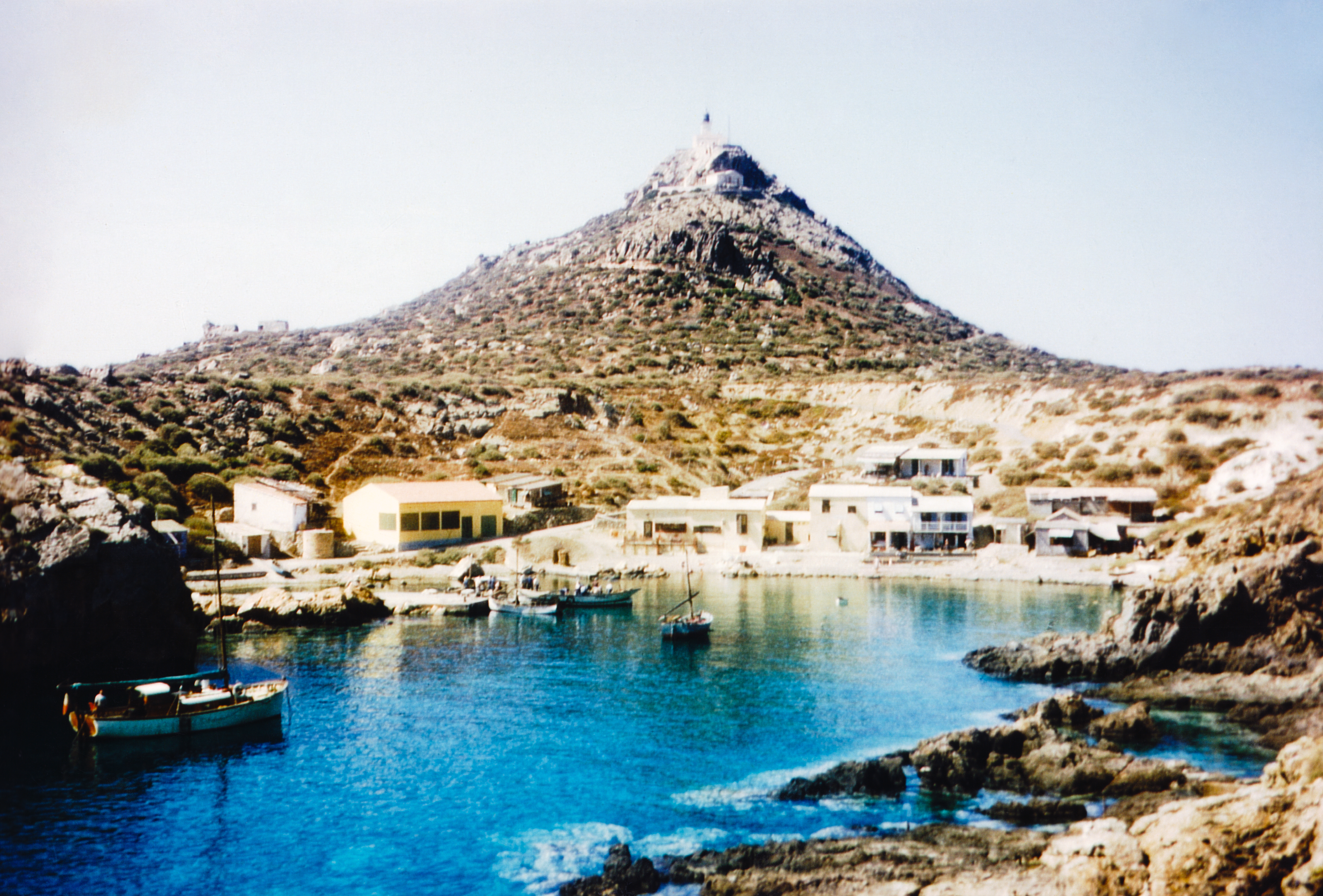
Le petit port des Îles Habibas.